# Postia leucomallella
Postia leucomallella är en svampart som först beskrevs av William Alphonso Murrill, och fick sitt nu gällande namn av Jülich 1982. Postia leucomallella ingår i släktet Postia och familjen Fomitopsidaceae.  Arten är reproducerande i Sverige. Inga underarter finns listade i Catalogue of Life.